# Chatzebüsi-Ländler
Der Chatzebüsi-Ländler ist ein schweizerisches Musikstück im Dreivierteltakt, 1973 komponiert von Jost Ribary jun., dem Sohn des bekannten musikalischen Altmeisters Jost Ribary sen. Chatzebüsi ist eine schweizerdeutsche Bezeichnung für „Katze“. Die Komposition wird von der Ländlerkapelle Jost Ribary – René Wicky und andern Formationen im konzertanten Innerschweizerstil aufgeführt. Mit dem Sopransaxophon wird jeweils das "Miau" nachgeahmt. Die weiteren üblichen Instrumente sind ein Akkordeon, ein Klavier und eine Bassgeige. Von Reto Parolari stammt eine Fassung für Symphonieorchester.